# Eimear McBride
Pour les articles homonymes, voir McBride.
Eimear McBride, née en 1976 à Liverpool dans le comté de Merseyside en Angleterre, est une romancière irlandaise. Elle a remporté le Baileys Women's Prize for Fiction, le prix Goldsmiths (en) et le prix Desmond Elliott (en) avec son premier roman, Une fille est une chose à demi (A girl is a half-formed thing).

## Biographie
Elle naît en 1976 à Liverpool dans le comté de Merseyside en Angleterre de parents irlandais. Enfant, elle retourne avec sa famille en Irlande et vit notamment à Tubbercurry et Castlebar dans le comté de Mayo. A dix-sept ans, elle s'installe à Londres pour suivre les cours du Drama Centre London (en).
En 2013, elle publie son premier roman, Une fille est une chose à demi (A girl is a half-formed thing), qui a été écrit neuf ans auparavant et était resté à l'état de manuscrit à la suite de différents refus d'éditeurs. Ce livre remporte à sa sortie plusieurs prix littéraires au Royaume-Uni, comme le Baileys Women's Prize for Fiction, le prix Goldsmiths (en) et le prix Desmond Elliott (en) en 2013 et 2014.
En 2016, elle publie un second roman, The Lesser Bohemians.

## Œuvre

### Romans
- A girl is a half-formed thing (2013) Publié en français sous le titre Une fille est une chose à demi, traduction de Georgina Tacou, Paris, Buchet-Chastel, coll. « Littérature étrangère », 2015
- The Lesser Bohemians (2016) publié en français le 19/04/2018 sous le titre "les saltimbanques ordinaires", traduction de Laetitia Devaux, éditions Buchet-Chastel

## Récompenses et distinctions
Pour Une fille est une chose à demi (A girl is a half-formed thing) :
- Prix Goldsmiths (en) en 2013,
- Prix Geoffrey Faber (en) en 2013,
- Baileys Women's Prize for Fiction en 2014,
- Prix Desmond Elliott (en) en 2014,
- Prix Folio (en) en 2014,
- Kerry Group Irish Fiction Award (en)en 2014.